# Schönnen
Schönnen ist ein Stadtteil der Kreisstadt Erbach im südhessischen Odenwaldkreis.

## Geografie
Das zweigeteilte Dorf Schönnen liegt im Buntsandstein-Odenwald, ca. drei Kilometer südlich der Erbacher Innenstadt.
Das Unterdorf liegt dabei in der Talniederung der Mümling.
Im Oberdorf, an der östlichen Talseite, befinden sich auch das Dorfgemeinschaftshaus (ehem. Schulhaus) und ein Feuerwehrhaus der Freiwilligen Feuerwehr.
Vom Oberdorf kommend fließt der sogenannte Fettbach oder Bach aus dem Hasengrund der Mümling zu.
Das Gebiet des Ortsteils besteht aus der Gemarkung Schönnen mit einer Fläche von 552 Hektar, davon sind 358 Hektar Wald. Die Ortslage befindet sich auf 235 bis 280 m ü. NHN. Die höchsten Erhebungen in der Gemarkung sind mit 421 m der Hellberg und mit 511 m der Kalteberg. An den Stadtteil Schönnen grenzen, von Norden beginnend, im Uhrzeigersinn, die Erbacher Stadtteile Lauerbach, Erlenbach, Bullau, Ebersberg, Haisterbach und Günterfürst. Durch den Ort verläuft die Bundesstraße 45 im Abschnitt zwischen Erbach und Beerfelden.

## Geschichte

### Ortsgeschichte
Die älteste erhaltene Erwähnung des Ortes stammt von 1290. Historisch wurde Schönnen unter den folgenden Namen erwähnt (in Klammern das Jahr der Erwähnung): Schonowe (1290), Schoena (1347), Schonauwe (1353), Schone (1370), Schonawe (1398), Schona (1416), Schonauwe (1419) und Schonauwe (1443).
Schönnen gehörte zum Amt Erbach der Grafschaft Erbach, die mit der Mediatisierung 1806 Teil des Großherzogtums Hessen wurde. Ab 1822 gehörte Schönnen zum Landratsbezirk Erbach, ab 1852 zum Kreis Erbach (ab 1939: „Landkreis Erbach“), der – mit leichten Grenzberichtigungen – seit 1972 Odenwaldkreis heißt. Am 1. August 1972 wurde Schönnen im Zuge der Gebietsreform in Hessen in die Kreisstadt Erbach eingegliedert.
Nach Auflösung des Amtes Erbach 1822 nahm die erstinstanzliche Rechtsprechung für Schönnen das Landgericht Michelstadt wahr, ab 1879 das Amtsgericht Michelstadt.
Hessische Gebietsreform (1970–1977)
Zum 31. Dezember 1971 wurde die bis dahin selbständige Gemeinde Schönnen im Zuge der Gebietsreform in Hessen auf freiwilliger Basis in die Kreisstadt Erbach eingegliedert. Für Erlenbach wurde ein Ortsbezirk errichtet.

### Verwaltungsgeschichte im Überblick
Die folgende Liste zeigt die Staaten und Verwaltungseinheiten, denen Schönnen angehört(e):
- vor 1718: Heiliges Römisches Reich, Grafschaft Erbach, Amt Erbach (Zent Erbach)
- ab 1718: Heiliges Römisches Reich, Grafschaft Erbach-Erbach, Anteil an der Grafschaft Erbach, Amt Erbach
- ab 1806: Großherzogtum Hessen (Souveränitätslande),[Anm. 2] Fürstentum Starkenburg, Amt Erbach (Standesherrschaft Erbach)
- ab 1815: Großherzogtum Hessen[Anm. 3] (Souveränitätslande), Provinz Starkenburg, Amt Erbach (Standesherrschaft Erbach)
- ab 1822: Großherzogtum Hessen, Provinz Starkenburg, Landratsbezirk Erbach[Anm. 4]
- ab 1848: Großherzogtum Hessen, Regierungsbezirk Erbach
- ab 1852: Großherzogtum Hessen, Provinz Starkenburg, Kreis Erbach
- ab 1871: Deutsches Reich,[Anm. 5] Großherzogtum Hessen, Provinz Starkenburg, Kreis Erbach
- ab 1918: Deutsches Reich, Volksstaat Hessen,[Anm. 6] Provinz Starkenburg, Kreis Erbach
- ab 1938: Deutsches Reich, Volksstaat Hessen, Landkreis Erbach[11][Anm. 7]
- ab 1945: Deutsches Reich, Amerikanische Besatzungszone,[Anm. 8] Groß-Hessen, Regierungsbezirk Darmstadt, Landkreis Erbach
- ab 1946: Deutsches Reich, Amerikanische Besatzungszone, Land Hessen, Regierungsbezirk Darmstadt, Landkreis Erbach
- ab 1949: Bundesrepublik Deutschland, Land Hessen, Regierungsbezirk Darmstadt, Landkreis Erbach
- ab 1972: Bundesrepublik Deutschland, Land Hessen, Odenwaldkreis, Kreisstadt Erbach

## Bevölkerung

### Einwohnerentwicklung
- 1650 war Schönnen wüst und verbrannt[1]
- 1961: 214 evangelische (= 81,37 %), 38 katholische (= 14,45 %) Einwohner[1]

| Schönnen: Einwohnerzahlen von 1829 bis 2023 | Schönnen: Einwohnerzahlen von 1829 bis 2023 | Schönnen: Einwohnerzahlen von 1829 bis 2023 | Schönnen: Einwohnerzahlen von 1829 bis 2023 | Schönnen: Einwohnerzahlen von 1829 bis 2023 |
| --- | ------------------------------------------- | ------------------------------------------- | ------------------------------------------- | ------------------------------------------- |
| Jahr |                                             |                                             |                                             | Einwohner                                   |
| 1829 | 1829                                        |                                             | 163                                         | 163                                         |
| 1834 | 1834                                        |                                             | 160                                         | 160                                         |
| 1840 | 1840                                        |                                             | 151                                         | 151                                         |
| 1846 | 1846                                        |                                             | 166                                         | 166                                         |
| 1852 | 1852                                        |                                             | 168                                         | 168                                         |
| 1858 | 1858                                        |                                             | 150                                         | 150                                         |
| 1864 | 1864                                        |                                             | 178                                         | 178                                         |
| 1871 | 1871                                        |                                             | 202                                         | 202                                         |
| 1875 | 1875                                        |                                             | 196                                         | 196                                         |
| 1885 | 1885                                        |                                             | 203                                         | 203                                         |
| 1895 | 1895                                        |                                             | 198                                         | 198                                         |
| 1905 | 1905                                        |                                             | 168                                         | 168                                         |
| 1910 | 1910                                        |                                             | 194                                         | 194                                         |
| 1925 | 1925                                        |                                             | 210                                         | 210                                         |
| 1939 | 1939                                        |                                             | 230                                         | 230                                         |
| 1946 | 1946                                        |                                             | 329                                         | 329                                         |
| 1950 | 1950                                        |                                             | 326                                         | 326                                         |
| 1956 | 1956                                        |                                             | 308                                         | 308                                         |
| 1961 | 1961                                        |                                             | 263                                         | 263                                         |
| 1967 | 1967                                        |                                             | 277                                         | 277                                         |
| 1970 | 1970                                        |                                             | 262                                         | 262                                         |
| 1980 | 1980                                        |                                             | ?                                           | ?                                           |
| 1990 | 1990                                        |                                             | ?                                           | ?                                           |
| 2000 | 2000                                        |                                             | ?                                           | ?                                           |
| 2011 | 2011                                        |                                             | 315                                         | 315                                         |
| 2014 | 2014                                        |                                             | 319                                         | 319                                         |
| 2023 | 2023                                        |                                             | 303                                         | 303                                         |
| Datenquelle: Historisches Gemeindeverzeichnis für Hessen: Die Bevölkerung der Gemeinden 1834 bis 1967. Wiesbaden: Hessisches Statistisches Landesamt, 1968. Weitere Quellen: LAGIS; Zensus 2011; Stadt Erbach |                                             |                                             |                                             |                                             |

### Einwohnerstruktur 2011
Nach den Erhebungen des Zensus 2011 lebten am Stichtag, dem 9. Mai 2011, in Schönnen 315 Einwohner. Darunter waren 12 (4,1 %) Ausländer.
Nach dem Lebensalter waren 51 Einwohner unter 18 Jahren, 117 zwischen 18 und 49, 72 zwischen 50 und 64 und 75 Einwohner waren älter.
Die Einwohner lebten in 138 Haushalten. Davon waren 39 Singlehaushalte, 45 Paare ohne Kinder und 42 Paare mit Kindern, sowie 6 Alleinerziehende und 6 Wohngemeinschaften. In 39 Haushalten lebten ausschließlich Senioren und in 87 Haushaltungen lebten keine Senioren.

## Politik
Ortsbeirat
Für Schönnen besteht ein Ortsbezirk (Gebiete der ehemaligen Gemeinde Schönnen) mit Ortsbeirat und Ortsvorsteher, nach Maßgabe der §§ 81 und 82 HGO und des Kommunalwahlgesetzes in der jeweils gültigen Fassung gebildet. Der Ortsbeirat besteht aus fünf Mitgliedern. Bei den Kommunalwahlen in Hessen 2021 betrug die Wahlbeteiligung zum Ortsbeirat Schönnen 56,10 %. Alle Kandidaten gehörten der Bürgerliste Schönnen an. Der Ortsbeirat wählte Hans Walter Hörr zum Ortsvorsteher.

## Verkehr
Die Buslinien 34 und 50 der Odenwald-Regional-Gesellschaft (OREG) stellen den öffentlichen Personennahverkehr sicher.